# Безлюдная, Анна Витальевна
Безлюдная Анна Витальевна (укр. Ганна Віталіївна Безлюдна; род. 15 июля 1972, Сумы, УССР, СССР) — медиа-менеджер, продюсер. Руководитель компании Inter Media Group (2013—2023), член наблюдательного совета ЧАО «Телеканал „Интер“». Заслуженный журналист Украины (1999).

## Образование
Окончила факультет журналистики Киевского государственного университета имени Т. Шевченко.

## Журналистская деятельность
Анна Безлюдная начала свой карьерный путь в телеиндустрии, учась в университете, — в 1991—1992 гг. Работала редактором отдела научно-популярных программ телеканала УТ-1, впоследствии журналистом и ведущей молодёжной студии «Гарт». Журналистскую карьеру продолжила на первом на Украине коммерческом канале УТ-3, став автором и ведущей ряда программ.
С 1994 года — телевизионный продюсер Associated Press TV на Украине. Работала в России, Казахстане, освещала события чеченской кампании 1994 года.
С 1997 года — шеф-редактор информационно-аналитической службы телеканала «Интер». Под её руководством была создана информационная служба канала и запущены такие проекты как «Подробности», «Подробности недели», «N километр», «Право выбора», "Свобода на «Интере» и др.
В 1999 году Анне Безлюдной присвоено звание «Заслуженный журналист Украины».

## Управленческая деятельность в медиа
С 2001 года — генеральный продюсер телевизионного информационного агентства «Профи ТВ», созданного в 1999 году.
В 2004 году в украинском эфире появляются телеканалы К1 и К2, созданные командой специалистов «Профи ТВ» под руководством Анны Безлюдной.
С 2005 года Анна Безлюдная — генеральный директор ЗАО «Украинская медийная компания» (основатель каналов К1 и К2).
В 2007—2009 гг. — генеральный продюсер телеканала «Интер». Под её руководством проведены ребрендинг канала, реформы в информационном вещании канала, модернизирована стилистика и оформление эфира, реорганизована сетка вещания. Запущены общественно-политические проекты «Свобода на Интере», «Великие украинцы».
В течение 2007—2009 годов под руководством Анны Безлюдной и при её непосредственном участии в производстве создано более 70 документальных проектов собственного производства.
В 2009 году собственник телеканала Валерий Хорошковский высказал благодарность Анне Безлюдной за «плодотворную работу на телеканале „Интер“, а также за весомый вклад в развитие медиагруппы в целом».
В 2013—2023 гг. — руководитель компании Inter Media Group (объединяющей телеканалы Интер, Интер+, К1, К2, Мега, НТН, Пиксель, Enter-фильм и Zoom), член наблюдательного совета телеканала «Интер», ответственная за стратегию и развитие телевизионного бизнеса.

## Общественная деятельность
В 2011—2016 гг. — заместитель Председателя Совета Федерации работодателей Украины.
В 2011—2012 гг. — член Наблюдательного совета Надра Банка.
В 2012 году Анна Безлюдная инициировала создание Федерации работодателей медийной отрасли Украины — организацию, объявляющую своей целью отстаивание интересов бизнеса, интересов собственников СМИ. В октябре 2012 года Анна Безлюдная была избрана на должность Председателя Совета ФРМОУ.
В 2012—2014 гг. — член Конституционной Ассамблеи.

## Награды
- В 1999 году Анне Безлюдной присвоено звание «Заслуженный журналист Украины»[20].
- В 2011 году Анна Безлюдная награждена УПЦ Орденом святой Великомученицы Варвары ІІ степени.